# شب‌هنگام در منهتن
شب‌هنگام در منهتن (به انگلیسی: Night Falls on Manhattan) فیلمی محصول سال ۱۹۹۶ و به کارگردانی سیدنی لومت است. در این فیلم بازیگرانی همچون اندی گارسیا، ریچارد درایفس، لنا اولین، ایان هولم، جیمز گاندولفینی، کلم فیور، ران لیبمن، دومینیک کیانزه و پل گویلفویل ایفای نقش کرده‌اند.